# إكسيس-3
إكسيس-3 (بالإنجليزية: Excess-3)‏ (حرفياً تعني: زائد-3) هو كود عشري مشفر ثنائيا ومتكامل ذاتيا كما أنه أحد نظم العد، ويعد هذا الكود ضاربا تسلسليا.
شاع استخدام هذا الكود في الحاسبات القديمة والآلات الحاسبه الإلكترونية في 1970 من بين استخدامات أخرى.